# Lista över fornlämningar i Gotlands kommun (Tofta)
Lista över fornlämningar i Gotlands kommun (Tofta) är en förteckning av ett urval av de fornlämningar som finns i Tofta i Gotlands kommun.
| Namn           | Lämningstyp                      | Tillkomsttid | Historisk indelning | Plats | Läge                 | ID-nr          | Bild                                      |
| -------------- | -------------------------------- | ------------ | ------------------- | ----- | -------------------- | -------------- | ----------------------------------------- |
| Tofta 1:1      | Gravfält                         |              | Tofta, Gotland      |       | 57.498207, 18.138097 | 10097000010001 | Ladda upp en bild av detta fornminne      |
| Tofta 2:1      | Gravfält                         |              | Tofta, Gotland      |       | 57.497503, 18.132419 | 10097000020001 | Ladda upp en bild av detta fornminne      |
| Tofta 4:1      | Röse                             |              | Tofta, Gotland      |       | 57.504364, 18.127798 | 10097000040001 | Ladda upp en bild av detta fornminne      |
| Tofta 4:2      | Grav markerad av sten/block      |              | Tofta, Gotland      |       | 57.504274, 18.127746 | 10097000040002 | Ladda upp en bild av detta fornminne      |
| Tofta 4:3      | Röse                             |              | Tofta, Gotland      |       | 57.504036, 18.127242 | 10097000040003 | Ladda upp en bild av detta fornminne      |
| Tofta 4:4      | Stensättning                     |              | Tofta, Gotland      |       | 57.503788, 18.127536 | 10097000040004 | Ladda upp en bild av detta fornminne      |
| Tofta 5:1      | Röse                             |              | Tofta, Gotland      |       | 57.504594, 18.129024 | 10097000050001 | Ladda upp en bild av detta fornminne      |
| Tofta 5:2      | Röse                             |              | Tofta, Gotland      |       | 57.504199, 18.129355 | 10097000050002 | Ladda upp en bild av detta fornminne      |
| Tofta 8:1      | Röse                             |              | Tofta, Gotland      |       | 57.501302, 18.127306 | 10097000080001 | Ladda upp en bild av detta fornminne      |
| Tofta 8:2      | Stensättning                     |              | Tofta, Gotland      |       | 57.501047, 18.126692 | 10097000080002 | Ladda upp en bild av detta fornminne      |
| Tofta 9:1      | Gravfält                         |              | Tofta, Gotland      |       | 57.511505, 18.112869 | 10097000090001 | Ladda upp en till bild av detta fornminne |
| Tofta 10:1     | Röse                             |              | Tofta, Gotland      |       | 57.507664, 18.117611 | 10097000100001 | Ladda upp en bild av detta fornminne      |
| Tofta 11:1     | Röse                             |              | Tofta, Gotland      |       | 57.506152, 18.126303 | 10097000110001 | Ladda upp en bild av detta fornminne      |
| Tofta 12:1     | Röse                             |              | Tofta, Gotland      |       | 57.505177, 18.124611 | 10097000120001 | Ladda upp en bild av detta fornminne      |
| Tofta 12:2     | Grav markerad av sten/block      |              | Tofta, Gotland      |       | 57.505046, 18.124515 | 10097000120002 | Ladda upp en bild av detta fornminne      |
| Tofta 13:1     | Röse                             |              | Tofta, Gotland      |       | 57.506155, 18.121662 | 10097000130001 | Ladda upp en bild av detta fornminne      |
| Tofta 13:2     | Gravfält                         |              | Tofta, Gotland      |       | 57.506104, 18.121509 | 10097000130002 | Ladda upp en bild av detta fornminne      |
| Tofta 14:1     | Stenkrets                        |              | Tofta, Gotland      |       | 57.508213, 18.140900 | 10097000140001 | Ladda upp en till bild av detta fornminne |
| Tofta 14:2     | Stensättning                     |              | Tofta, Gotland      |       | 57.508262, 18.140697 | 10097000140002 | Ladda upp en bild av detta fornminne      |
| Tofta 14:3     | Stensättning                     |              | Tofta, Gotland      |       | 57.508680, 18.140677 | 10097000140003 | Ladda upp en till bild av detta fornminne |
| Tofta 15:1     | Stenkrets                        |              | Tofta, Gotland      |       | 57.507390, 18.141141 | 10097000150001 | Ladda upp en till bild av detta fornminne |
| Tofta 15:2     | Stensättning                     |              | Tofta, Gotland      |       | 57.507530, 18.140869 | 10097000150002 | Ladda upp en till bild av detta fornminne |
| Tofta 15:3     | Röse                             |              | Tofta, Gotland      |       | 57.507172, 18.141812 | 10097000150003 | Ladda upp en bild av detta fornminne      |
| Tofta 15:4     | Stensättning                     |              | Tofta, Gotland      |       | 57.506946, 18.142076 | 10097000150004 | Ladda upp en bild av detta fornminne      |
| Tofta 17:1     | Stenkrets                        |              | Tofta, Gotland      |       | 57.506452, 18.140755 | 10097000170001 | Ladda upp en bild av detta fornminne      |
| Tofta 17:2     | Stensättning                     |              | Tofta, Gotland      |       | 57.506209, 18.140872 | 10097000170002 | Ladda upp en bild av detta fornminne      |
| Tofta 17:4     | Stensättning                     |              | Tofta, Gotland      |       | 57.505967, 18.141079 | 10097000170004 | Ladda upp en bild av detta fornminne      |
| Tofta 18:1     | Stenkrets                        |              | Tofta, Gotland      |       | 57.504980, 18.139550 | 10097000180001 | Ladda upp en bild av detta fornminne      |
| Tofta 19:1     | Gravfält                         |              | Tofta, Gotland      |       | 57.507193, 18.144800 | 10097000190001 | Ladda upp en bild av detta fornminne      |
| Tofta 21:1     | Stenkrets                        |              | Tofta, Gotland      |       | 57.516512, 18.139931 | 10097000210001 | Ladda upp en bild av detta fornminne      |
| Tofta 21:2     | Stensättning                     |              | Tofta, Gotland      |       | 57.516322, 18.140584 | 10097000210002 | Ladda upp en bild av detta fornminne      |
| Tofta 21:3     | Stenkrets                        |              | Tofta, Gotland      |       | 57.515948, 18.141077 | 10097000210003 | Ladda upp en bild av detta fornminne      |
| Tofta 21:4     | Grav markerad av sten/block      |              | Tofta, Gotland      |       | 57.515799, 18.141365 | 10097000210004 | Ladda upp en bild av detta fornminne      |
| Tofta 24:1     | Stensättning                     |              | Tofta, Gotland      |       | 57.516978, 18.138988 | 10097000240001 | Ladda upp en bild av detta fornminne      |
| Tofta 24:3     | Stensättning                     |              | Tofta, Gotland      |       | 57.516912, 18.139167 | 10097000240003 | Ladda upp en bild av detta fornminne      |
| Tofta 25:1     | Stensättning                     |              | Tofta, Gotland      |       | 57.514616, 18.141573 | 10097000250001 | Ladda upp en bild av detta fornminne      |
| Tofta 26:1     | Stenkrets                        |              | Tofta, Gotland      |       | 57.510883, 18.139158 | 10097000260001 | Ladda upp en bild av detta fornminne      |
| Tofta 27:1     | Stenkrets                        |              | Tofta, Gotland      |       | 57.534683, 18.181042 | 10097000270001 | Ladda upp en till bild av detta fornminne |
| Tofta 27:2     | Röse                             |              | Tofta, Gotland      |       | 57.534598, 18.180899 | 10097000270002 | Ladda upp en till bild av detta fornminne |
| Tofta 28:1     | Gravfält                         |              | Tofta, Gotland      |       | 57.526177, 18.197057 | 10097000280001 | Ladda upp en bild av detta fornminne      |
| Tofta 29:1     | Husgrund, förhistorisk/medeltida |              | Tofta, Gotland      |       | 57.522790, 18.175781 | 10097000290001 | Ladda upp en bild av detta fornminne      |
| Tofta 30:1     | Husgrund, förhistorisk/medeltida |              | Tofta, Gotland      |       | 57.517076, 18.178140 | 10097000300001 | Ladda upp en bild av detta fornminne      |
| Tofta 30:2     | Husgrund, förhistorisk/medeltida |              | Tofta, Gotland      |       | 57.516956, 18.177662 | 10097000300002 | Ladda upp en bild av detta fornminne      |
| Tofta 31:1     | Gravfält                         |              | Tofta, Gotland      |       | 57.512189, 18.118459 | 10097000310001 | Ladda upp en bild av detta fornminne      |
| Tofta 32:1     | Stensättning                     |              | Tofta, Gotland      |       | 57.517341, 18.125211 | 10097000320001 | Ladda upp en bild av detta fornminne      |
| Tofta 33:1     | Röse                             |              | Tofta, Gotland      |       | 57.518753, 18.126039 | 10097000330001 | Ladda upp en bild av detta fornminne      |
| Tofta 33:2     | Stensättning                     |              | Tofta, Gotland      |       | 57.518826, 18.125949 | 10097000330002 | Ladda upp en bild av detta fornminne      |
| Tofta 34:1     | Gravfält                         |              | Tofta, Gotland      |       | 57.525981, 18.132242 | 10097000340001 | Ladda upp en bild av detta fornminne      |
| Tofta 35:1     | Gravfält                         |              | Tofta, Gotland      |       | 57.537217, 18.185177 | 10097000350001 | Ladda upp en bild av detta fornminne      |
| Tofta 36:1     | Stensättning                     |              | Tofta, Gotland      |       | 57.508681, 18.156573 | 10097000360001 | Ladda upp en bild av detta fornminne      |
| Tofta 36:2     | Stensättning                     |              | Tofta, Gotland      |       | 57.508759, 18.156153 | 10097000360002 | Ladda upp en bild av detta fornminne      |
| Tofta 36:3     | Stensättning                     |              | Tofta, Gotland      |       | 57.509136, 18.157049 | 10097000360003 | Ladda upp en bild av detta fornminne      |
| Tofta 38:1     | Gravfält                         |              | Tofta, Gotland      |       | 57.534884, 18.150454 | 10097000380001 | Ladda upp en bild av detta fornminne      |
| Tofta 39:1     | Husgrund, förhistorisk/medeltida |              | Tofta, Gotland      |       | 57.537834, 18.150379 | 10097000390001 | Ladda upp en bild av detta fornminne      |
| Tofta 40:1     | Husgrund, förhistorisk/medeltida |              | Tofta, Gotland      |       | 57.539921, 18.151409 | 10097000400001 | Ladda upp en bild av detta fornminne      |
| Tofta 40:2     | Husgrund, förhistorisk/medeltida |              | Tofta, Gotland      |       | 57.539615, 18.151486 | 10097000400002 | Ladda upp en bild av detta fornminne      |
| Tofta 41:1     | Husgrund, förhistorisk/medeltida |              | Tofta, Gotland      |       | 57.540699, 18.155162 | 10097000410001 | Ladda upp en bild av detta fornminne      |
| Tofta 41:2     | Husgrund, förhistorisk/medeltida |              | Tofta, Gotland      |       | 57.540833, 18.155741 | 10097000410002 | Ladda upp en bild av detta fornminne      |
| Tofta 42:1     | Gravfält                         |              | Tofta, Gotland      |       | 57.541037, 18.162118 | 10097000420001 | Ladda upp en bild av detta fornminne      |
| Tofta 43:1     | Stensättning                     |              | Tofta, Gotland      |       | 57.537230, 18.153334 | 10097000430001 | Ladda upp en bild av detta fornminne      |
| Tofta 45:1     | Röse                             |              | Tofta, Gotland      |       | 57.494726, 18.133476 | 10097000450001 | Ladda upp en bild av detta fornminne      |
| Tofta 46:1     | Stensättning                     |              | Tofta, Gotland      |       | 57.493169, 18.134623 | 10097000460001 | Ladda upp en bild av detta fornminne      |
| Tofta 47:1     | Röse                             |              | Tofta, Gotland      |       | 57.491872, 18.136286 | 10097000470001 | Ladda upp en bild av detta fornminne      |
| Tofta 47:2     | Stensättning                     |              | Tofta, Gotland      |       | 57.491652, 18.136413 | 10097000470002 | Ladda upp en bild av detta fornminne      |
| Tofta 49:1     | Stensättning                     |              | Tofta, Gotland      |       | 57.489710, 18.139758 | 10097000490001 | Ladda upp en bild av detta fornminne      |
| Tofta 49:2     | Stensättning                     |              | Tofta, Gotland      |       | 57.489524, 18.139833 | 10097000490002 | Ladda upp en bild av detta fornminne      |
| Tofta 50:1     | Gravfält                         |              | Tofta, Gotland      |       | 57.491413, 18.141304 | 10097000500001 | Ladda upp en bild av detta fornminne      |
| Tofta 51:1     | Röse                             |              | Tofta, Gotland      |       | 57.494161, 18.144831 | 10097000510001 | Ladda upp en bild av detta fornminne      |
| Tofta 52:1     | Röse                             |              | Tofta, Gotland      |       | 57.495853, 18.161627 | 10097000520001 | Ladda upp en bild av detta fornminne      |
| Tofta 53:1     | Husgrund, förhistorisk/medeltida |              | Tofta, Gotland      |       | 57.496712, 18.162642 | 10097000530001 | Ladda upp en bild av detta fornminne      |
| Tofta 56:1     | Röse                             |              | Tofta, Gotland      |       | 57.482639, 18.153345 | 10097000560001 | Ladda upp en bild av detta fornminne      |
| Tofta 56:2     | Stensättning                     |              | Tofta, Gotland      |       | 57.482516, 18.153528 | 10097000560002 | Ladda upp en bild av detta fornminne      |
| Tofta 58:1     | Röse                             |              | Tofta, Gotland      |       | 57.487938, 18.155095 | 10097000580001 | Ladda upp en bild av detta fornminne      |
| Tofta 58:2     | Stensättning                     |              | Tofta, Gotland      |       | 57.487818, 18.154875 | 10097000580002 | Ladda upp en bild av detta fornminne      |
| Tofta 58:3     | Stensättning                     |              | Tofta, Gotland      |       | 57.487815, 18.155022 | 10097000580003 | Ladda upp en bild av detta fornminne      |
| Tofta 60:1     | Gravfält                         |              | Tofta, Gotland      |       | 57.488121, 18.157778 | 10097000600001 | Ladda upp en bild av detta fornminne      |
| Tofta 61:1     | Röse                             |              | Tofta, Gotland      |       | 57.489944, 18.157832 | 10097000610001 | Ladda upp en bild av detta fornminne      |
| Tofta 61:2     | Stensättning                     |              | Tofta, Gotland      |       | 57.489902, 18.158077 | 10097000610002 | Ladda upp en bild av detta fornminne      |
| Tofta 62:1     | Stensättning                     |              | Tofta, Gotland      |       | 57.491016, 18.164473 | 10097000620001 | Ladda upp en bild av detta fornminne      |
| Tofta 64:1     | Gravfält                         |              | Tofta, Gotland      |       | 57.493349, 18.161162 | 10097000640001 | Ladda upp en bild av detta fornminne      |
| Tofta 68:1     | Husgrund, förhistorisk/medeltida |              | Tofta, Gotland      |       | 57.500438, 18.161454 | 10097000680001 | Ladda upp en bild av detta fornminne      |
| Tofta 69:1     | Husgrund, förhistorisk/medeltida |              | Tofta, Gotland      |       | 57.503458, 18.168856 | 10097000690001 | Ladda upp en bild av detta fornminne      |
| Tofta 70:1     | Stensättning                     |              | Tofta, Gotland      |       | 57.505369, 18.162733 | 10097000700001 | Ladda upp en bild av detta fornminne      |
| Tofta 70:2     | Stensättning                     |              | Tofta, Gotland      |       | 57.505490, 18.162740 | 10097000700002 | Ladda upp en bild av detta fornminne      |
| Tofta 70:3     | Stensättning                     |              | Tofta, Gotland      |       | 57.505601, 18.162799 | 10097000700003 | Ladda upp en bild av detta fornminne      |
| Tofta 71:1     | Röse                             |              | Tofta, Gotland      |       | 57.507219, 18.161935 | 10097000710001 | Ladda upp en bild av detta fornminne      |
| Tofta 71:2     | Husgrund, förhistorisk/medeltida |              | Tofta, Gotland      |       | 57.507086, 18.162082 | 10097000710002 | Ladda upp en bild av detta fornminne      |
| Tofta 73:1     | Grav markerad av sten/block      |              | Tofta, Gotland      |       | 57.507748, 18.160567 | 10097000730001 | Ladda upp en bild av detta fornminne      |
| Tofta 75:1     | Husgrund, förhistorisk/medeltida |              | Tofta, Gotland      |       | 57.530988, 18.127469 | 11000000002765 | Ladda upp en bild av detta fornminne      |
| Tofta 75:2     | Husgrund, förhistorisk/medeltida |              | Tofta, Gotland      |       | 57.531279, 18.127536 | 11000000002766 | Ladda upp en bild av detta fornminne      |
| Tofta 75:3     | Röse                             |              | Tofta, Gotland      |       | 57.530940, 18.127073 | 10097000750003 | Ladda upp en bild av detta fornminne      |
| Tofta 75:4     | Stensättning                     |              | Tofta, Gotland      |       | 57.530960, 18.126852 | 10097000750004 | Ladda upp en bild av detta fornminne      |
| Tofta 75:5     | Stensättning                     |              | Tofta, Gotland      |       | 57.531093, 18.126968 | 10097000750005 | Ladda upp en bild av detta fornminne      |
| Tofta 76:1     | Stensättning                     |              | Tofta, Gotland      |       | 57.533961, 18.129571 | 10097000760001 | Ladda upp en bild av detta fornminne      |
| Tofta 76:2     | Stensättning                     |              | Tofta, Gotland      |       | 57.533858, 18.129797 | 10097000760002 | Ladda upp en bild av detta fornminne      |
| Tofta 76:3     | Stensättning                     |              | Tofta, Gotland      |       | 57.534079, 18.129431 | 10097000760003 | Ladda upp en bild av detta fornminne      |
| Tofta 77:1     | Stensättning                     |              | Tofta, Gotland      |       | 57.537398, 18.134751 | 10097000770001 | Ladda upp en bild av detta fornminne      |
| Tofta 77:2     | Stensättning                     |              | Tofta, Gotland      |       | 57.537160, 18.135045 | 10097000770002 | Ladda upp en bild av detta fornminne      |
| Tofta 78:1     | Gravfält                         |              | Tofta, Gotland      |       | 57.509521, 18.160116 | 10097000780001 | Ladda upp en bild av detta fornminne      |
| Tofta 79:1     | Hällristning                     |              | Tofta, Gotland      |       | 57.500303, 18.166189 | 11100000001373 | Ladda upp en bild av detta fornminne      |
| Tofta 80:1     | Grav markerad av sten/block      |              | Tofta, Gotland      |       | 57.509065, 18.129990 | 10097000800001 | Ladda upp en bild av detta fornminne      |
| Tofta 80:2     | Grav markerad av sten/block      |              | Tofta, Gotland      |       | 57.509037, 18.130089 | 10097000800002 | Ladda upp en bild av detta fornminne      |
| Tofta 85:1     | Fornborg                         |              | Tofta, Gotland      |       | 57.537581, 18.115034 | 10097000850001 | Ladda upp en bild av detta fornminne      |
| Tofta 86:1     | Röse                             |              | Tofta, Gotland      |       | 57.469753, 18.124461 | 10097000860001 | Ladda upp en bild av detta fornminne      |
| Tofta 86:2     | Stensättning                     |              | Tofta, Gotland      |       | 57.469956, 18.124286 | 10097000860002 | Ladda upp en bild av detta fornminne      |
| Tofta 86:3     | Stensättning                     |              | Tofta, Gotland      |       | 57.470113, 18.124308 | 10097000860003 | Ladda upp en bild av detta fornminne      |
| Tofta 86:4     | Hällristning                     |              | Tofta, Gotland      |       | 57.470342, 18.123817 | 11100000001374 | Ladda upp en bild av detta fornminne      |
| Tofta 87:1     | Hällristning                     |              | Tofta, Gotland      |       | 57.524944, 18.190786 | 11100000001375 | Ladda upp en bild av detta fornminne      |
| Tofta 93:1     | Stensättning                     |              | Tofta, Gotland      |       | 57.489924, 18.139269 | 10097000930001 | Ladda upp en bild av detta fornminne      |
| Tofta 94:1     | Stensättning                     |              | Tofta, Gotland      |       | 57.491089, 18.137440 | 10097000940001 | Ladda upp en bild av detta fornminne      |
| Tofta 102:1    | Stensättning                     |              | Tofta, Gotland      |       | 57.517331, 18.135812 | 10097001020001 | Ladda upp en bild av detta fornminne      |
| Tofta 102:2    | Stensättning                     |              | Tofta, Gotland      |       | 57.517362, 18.135427 | 10097001020002 | Ladda upp en bild av detta fornminne      |
| Tofta 102:3    | Stensättning                     |              | Tofta, Gotland      |       | 57.517298, 18.135240 | 10097001020003 | Ladda upp en bild av detta fornminne      |
| Tofta 103:1    | Stensättning                     |              | Tofta, Gotland      |       | 57.525139, 18.122753 | 10097001030001 | Ladda upp en bild av detta fornminne      |
| Tofta 103:2    | Stensättning                     |              | Tofta, Gotland      |       | 57.525027, 18.122613 | 10097001030002 | Ladda upp en bild av detta fornminne      |
| Tofta 104:1    | Stensättning                     |              | Tofta, Gotland      |       | 57.527604, 18.122854 | 10097001040001 | Ladda upp en bild av detta fornminne      |
| Tofta 105:1    | Gravfält                         |              | Tofta, Gotland      |       | 57.522537, 18.129816 | 10097001050001 | Ladda upp en bild av detta fornminne      |
| Tofta 108:1    | Stensättning                     |              | Tofta, Gotland      |       | 57.529197, 18.125517 | 10097001080001 | Ladda upp en bild av detta fornminne      |
| Tofta 108:2    | Stensättning                     |              | Tofta, Gotland      |       | 57.529127, 18.125608 | 10097001080002 | Ladda upp en bild av detta fornminne      |
| Tofta 108:3    | Röse                             |              | Tofta, Gotland      |       | 57.529051, 18.125587 | 10097001080003 | Ladda upp en bild av detta fornminne      |
| Tofta 108:4    | Röse                             |              | Tofta, Gotland      |       | 57.529044, 18.125745 | 10097001080004 | Ladda upp en bild av detta fornminne      |
| Tofta 111:1    | Stensättning                     |              | Tofta, Gotland      |       | 57.467521, 18.123552 | 10097001110001 | Ladda upp en bild av detta fornminne      |
| Tofta 111:2    | Stensättning                     |              | Tofta, Gotland      |       | 57.467422, 18.123715 | 10097001110002 | Ladda upp en bild av detta fornminne      |
| Tofta 111:3    | Stensättning                     |              | Tofta, Gotland      |       | 57.467586, 18.123845 | 10097001110003 | Ladda upp en bild av detta fornminne      |
| Tofta 113:1    | Stensättning                     |              | Tofta, Gotland      |       | 57.471643, 18.126686 | 10097001130001 | Ladda upp en bild av detta fornminne      |
| Tofta 115:1    | Husgrund, förhistorisk/medeltida |              | Tofta, Gotland      |       | 57.505800, 18.140365 | 11000000002773 | Ladda upp en bild av detta fornminne      |
| Tofta 116:1    | Stensättning                     |              | Tofta, Gotland      |       | 57.505450, 18.144686 | 10097001160001 | Ladda upp en bild av detta fornminne      |
| Tofta 118:1    | Röse                             |              | Tofta, Gotland      |       | 57.486751, 18.154639 | 10097001180001 | Ladda upp en bild av detta fornminne      |
| Tofta 126:1    | Stensättning                     |              | Tofta, Gotland      |       | 57.499090, 18.152984 | 10097001260001 | Ladda upp en bild av detta fornminne      |
| Tofta 127:1    | Stensättning                     |              | Tofta, Gotland      |       | 57.499274, 18.158085 | 10097001270001 | Ladda upp en bild av detta fornminne      |
| Tofta 132:1    | Stensättning                     |              | Tofta, Gotland      |       | 57.505072, 18.146514 | 10097001320001 | Ladda upp en bild av detta fornminne      |
| Tofta 133:1    | Stensättning                     |              | Tofta, Gotland      |       | 57.503034, 18.149954 | 10097001330001 | Ladda upp en bild av detta fornminne      |
| Tofta 136:1    | Stensättning                     |              | Tofta, Gotland      |       | 57.492422, 18.168313 | 10097001360001 | Ladda upp en bild av detta fornminne      |
| Tofta 136:3    | Stensättning                     |              | Tofta, Gotland      |       | 57.492995, 18.169356 | 10097001360003 | Ladda upp en bild av detta fornminne      |
| Tofta 137:1    | Stensättning                     |              | Tofta, Gotland      |       | 57.491835, 18.167415 | 10097001370001 | Ladda upp en bild av detta fornminne      |
| Tofta 138:1    | Husgrund, förhistorisk/medeltida |              | Tofta, Gotland      |       | 57.491969, 18.164478 | 10097001380001 | Ladda upp en bild av detta fornminne      |
| Tofta 139:1    | Hög                              |              | Tofta, Gotland      |       | 57.493082, 18.166809 | 10097001390001 | Ladda upp en bild av detta fornminne      |
| Tofta 142:1    | Röse                             |              | Tofta, Gotland      |       | 57.498428, 18.174369 | 10097001420001 | Ladda upp en bild av detta fornminne      |
| Tofta 147:1    | Gravfält                         |              | Tofta, Gotland      |       | 57.500620, 18.164782 | 10097001470001 | Ladda upp en bild av detta fornminne      |
| Tofta 153:1    | Röse                             |              | Tofta, Gotland      |       | 57.526493, 18.115208 | 10097001530001 | Ladda upp en bild av detta fornminne      |
| Tofta 154:1    | Stensättning                     |              | Tofta, Gotland      |       | 57.530403, 18.150648 | 10097001540001 | Ladda upp en bild av detta fornminne      |
| Tofta 156:1    | Stensättning                     |              | Tofta, Gotland      |       | 57.530604, 18.142655 | 10097001560001 | Ladda upp en bild av detta fornminne      |
| Tofta 158:1    | Husgrund, förhistorisk/medeltida |              | Tofta, Gotland      |       | 57.533910, 18.144750 | 10097001580001 | Ladda upp en bild av detta fornminne      |
| Tofta 159:1    | Stensättning                     |              | Tofta, Gotland      |       | 57.530765, 18.146151 | 10097001590001 | Ladda upp en bild av detta fornminne      |
| Tofta 160:1    | Gravfält                         |              | Tofta, Gotland      |       | 57.529300, 18.144825 | 10097001600001 | Ladda upp en bild av detta fornminne      |
| Tofta 162:1    | Stensättning                     |              | Tofta, Gotland      |       | 57.534837, 18.138261 | 10097001620001 | Ladda upp en bild av detta fornminne      |
| Tofta 171:1    | Gravfält                         |              | Tofta, Gotland      |       | 57.515717, 18.111370 | 10097001710001 | Ladda upp en bild av detta fornminne      |
| Tofta 172:1    | Stensättning                     |              | Tofta, Gotland      |       | 57.508530, 18.153974 | 10097001720001 | Ladda upp en bild av detta fornminne      |
| Tofta 173:1    | Stensättning                     |              | Tofta, Gotland      |       | 57.507812, 18.157646 | 10097001730001 | Ladda upp en bild av detta fornminne      |
| Tofta 176:1    | Husgrund, förhistorisk/medeltida |              | Tofta, Gotland      |       | 57.517872, 18.178705 | 10097001760001 | Ladda upp en bild av detta fornminne      |
| Tofta 183:1    | Stensättning                     |              | Tofta, Gotland      |       | 57.514221, 18.157673 | 10097001830001 | Ladda upp en bild av detta fornminne      |
| Tofta 184:1    | Ristning, medeltid/historisk tid |              | Tofta, Gotland      |       | 57.538689, 18.132342 | 10097001840001 | Ladda upp en bild av detta fornminne      |
| Tofta 186:1    | Stensättning                     |              | Tofta, Gotland      |       | 57.542335, 18.129639 | 10097001860001 | Ladda upp en bild av detta fornminne      |
| Tofta 186:2    | Stensättning                     |              | Tofta, Gotland      |       | 57.542424, 18.129619 | 10097001860002 | Ladda upp en bild av detta fornminne      |
| Tofta 186:3    | Stensättning                     |              | Tofta, Gotland      |       | 57.542560, 18.129534 | 10097001860003 | Ladda upp en bild av detta fornminne      |
| Tofta 187:1    | Gravfält                         |              | Tofta, Gotland      |       | 57.523205, 18.143447 | 10097001870001 | Ladda upp en bild av detta fornminne      |
| Tofta 188:1    | Stensättning                     |              | Tofta, Gotland      |       | 57.517348, 18.197941 | 10097001880001 | Ladda upp en bild av detta fornminne      |
| Eskelhem 102:1 | Gravfält                         |              | Tofta, Gotland      |       | 57.482543, 18.144658 | 10091201020001 | Ladda upp en bild av detta fornminne      |